# Teatre Arniches (Alacant)
El teatre Arniches està situat a l'avinguda Aguilera de la ciutat d'Alacant, País Valencià. A més de funcions teatrals, acull concerts de música i congressos.
L'any 2004, va ser reformat per elevar l'altura de l'escenari i afegir una segona planta a la sala, la qual cosa va permetre augmentar la capacitat fins a les 264 butaques, de les quals 170 estan en platea i la resta, en amfiteatre. En 2013, la Filmoteca de la Generalitat Valenciana a Alacant va ser traslladada a aquest teatre.